# Horváth István (ejtőernyős)
Horváth István Gonosz (Kaposvár, 1937 –) magyar ejtőernyős sportoló.

## Életpálya
1952-ben ismerkedett meg az ejtőernyőzéssel. Ejtőernyős ugrásait dunaújvárosi repülőtéren végezte. Évekig tartotta az éjszakai célba ugrás magyar rekordját. A 60-as évek végén a világon is egyedülálló ejtőernyős formációs csapat tagja volt. Megbízható sporteredményeinek köszönhetően 1966-tól a válogatott tagja. 1969-ben 1097 ugráson volt túl. A világbajnokságra több száz ugrással készültek fel. Az aktív ejtőernyőzést 1974-ben befejezte. Idős korára újra hadrendbe állt és évente egy-egy ugrással növelte eredményességét. 2010-ben 34 év kihagyás után ugrott újra. 2011-ben és 2012-ben is a kaposújlaki repülőtéren 4000 méter magasból, 75 évesen hajtott végre tandem-célba ugrást. Ezzel elérte az 1861-es ugrásszámot.

## Sporteredmények
Tizenkét rekordot állított fel, amelyeket több mint 25 évig nem tudtak megdönteni, ezek közt szerepelt éjszakai ugrás, vízre érkezés, legmagasabbról végrehajtott, valamint szabad stílusú ugrás. 1969-ben az Adria-kupán ezüstérmet szerzett csapatban.

### Világbajnokság
A X. Ejtőernyős Világbajnokságot 1970. augusztus 6. és augusztus 20. között Jugoszlávia adott otthont a Bledben lévő Lesce repülőtéren. A magyar férfi válogatott további tagjai: Hüse Károly, Varga József, Nagy Endre és Kovács József.

## Külső hivatkozások
- Horváth István. kapos.hu. (Hozzáférés: 2012. október 1.)
- Horváth István. borsonline.hu. [2014. április 7-i dátummal az eredetiből archiválva]. (Hozzáférés: 2012. október 1.)